# غلامرضا اعوانی
غلامرضا اَعوانی (زادهٔ ۵ اسفند ۱۳۲۱ در سمنان) پژوهشگر، مترجم و استاد سابق گروه فلسفهٔ دانشگاه شهید بهشتی است. او چهرهٔ ماندگار سال ۱۳۸۲، عضو پیوستهٔ فرهنگستان علوم، رئیس انجمن حکمت و فلسفهٔ ایران، رئیس سابق مؤسسهٔ پژوهشی حکمت و فلسفهٔ ایران و برگزیده جایزه علمی علامه طباطبایی بنیاد ملی نخبگان در سال ۱۳۹۰ است. شهین اعوانی، پژوهشگر فلسفه، خواهر اوست. او به زبان‌های عربی، انگلیسی، فرانسوی،سمنانی، آلمانی، یونانی باستان و لاتین مسلط است.

## زندگی
غلامرضا اعوانی در سال ۱۳۴۵ از دانشگاه بیروت لیسانس فلسفه گرفت. فوق لیسانس فلسفه را در سال ۱۳۴۷ از دانشگاه تهران دریافت کرد. در سال ۱۳۵۵ از دانشگاه تهران با رسالهٔ «عقل و نفس در فلسفهٔ پلوتینوس و شرح آن در فلسفهٔ اسلامی (حکمت اشراق)» زیر نظر سید حسین نصر درجه دکتری فلسفه گرفت. از سال ۱۳۴۷ عضو هیئت علمی دانشگاه شهید بهشتی (دانشگاه ملی سابق) بوده است. او در شرح زندگی خود می‌گوید:
من پنجم اسفند ماه ۱۳۲۱ هـ. ش در شهرستان سمنان به دنیا آمدم و تحصیلات ابتدایی و متوسطه را در همانجا، به پایان رساندم. در دوران دبیرستان، شاگرد اول بودم و همزمان از حضور علمایی که در محافل علمی شهرستان سمنان بودند، بهره می‌بردم. پس از دریافت مدرک دیپلم متوسطه، با استفاده از بورس تحصیلی، به دانشگاه بیروت رفتم و با مدرک لیسانس فلسفه از آنجا فارغ‌التحصیل شدم. پس از آن به ایران آمدم و مقاطع فوق لیسانس و دکترا را در رشته فلسفه اسلامی در دانشکده ادبیات دانشگاه تهران گذراندم همچنین در انجمن فلسفه ایران که هم‌اکنون مؤسسه پژوهشی حکمت و فلسفه ایران نام دارد، در محضر پروفسور ایزوتسو و پروفسور هانری کربن شاگردی کردم و تاکنون حدود ۹ اثر، تألیف، ترجمه و تصحیح نموده‌ام.

## جایگاه علمی
اعوانی تا اوایل مرداد سال نود رئیس مؤسسه پژوهشی حکمت و فلسفه ایران بود، پس از او عبدالحسین خسروپناه این مسئولیت را برعهده گرفت. او همچنین عضو هیئت رئیسه فدراسیون بین‌المللی انجمن‌های فلسفه جهان و نیز نخستین رئیس انجمن بین‌المللی فلسفه اسلامی است.

## آثار
- تاریخ فلسفه: از دکارت تا لایب نیتس، فردریک چارلز کاپلستون، غلامرضا اعوانی (مترجم)، اسماعیل سعادت (ویراستار)، ناشر: سروش، علمی و فرهنگی
- رمز وارستگی: زندگی‌نامه و شرح حال مرحوم حجت‌الاسلام حاج ملاغلامحسین هراتی رحمت‌الله علیه، غلامرضا اعوانی (مقدمه)، محمدحسن هراتی (گردآورنده)، ناشر: به تدبیر
- چهره‌های ماندگار، دکتر غلامرضا اعوانی، غلامرضا اعوانی، محمود اسعدی (مترجم)، محمدجواد اسماعیلی (مترجم)، ناشر: زمان - ۱۳۸۲
- مجموعه مقالات مولانا پژوهی (دفتر اول): عرفان مولانا، غلامرضا اعوانی (زیرنظر)، ناشر: مؤسسه پژوهشی حکمت و فلسفه ایران
- لغت موران به پیوست چند اثر پراکنده، یحیی بن حبش سهروردی، ویلفرد مادلونگ (زیرنظر)، سیدمحمود یوسف ثانی (زیرنظر)، زابینه اشمیتکه (زیرنظر)، نصرالله پورجوادی (مصحح)، غلامرضا اعوانی (زیرنظر)، رضا پورجوادی (زیرنظر)، شهین اعوانی (زیرنظر)، ناشر: مؤسسه پژوهشی حکمت و فلسفه ایران، مؤسسه مطالعات اسلامی دانشگاه آزاد برلین
- کشف المعاقد فی شرح قواعد العقائد: چاپ عکسی از روی نسخه خطی کتابخانه دولتی برلین (آلمان) به ضمیمه بخشی از کتاب الملخص فخر رازی به خط تاج رازی، محمودبن علی حمصی رازی، ویلفرد مادلونگ (زیرنظر)، سیدمحمود یوسف ثانی (زیرنظر)، زابینه اشمیتکه (زیرنظر)، نصرالله پورجوادی (زیرنظر)، غلامرضا اعوانی (زیرنظر)، رضا پورجوادی (زیرنظر)، شهین اعوانی (زیرنظر)، ناشر: مؤسسه پژوهشی حکمت و فلسفه ایران، مؤسسه مطالعات اسلامی دانشگاه آزاد برلین
- مولانا و دین، غلامرضا اعوانی (زیرنظر)، ناشر: مؤسسه پژوهشی حکمت و فلسفه ایران
- مولانا و جهان معاصر، غلامرضا اعوانی (زیرنظر)، ناشر: مؤسسه پژوهشی حکمت و فلسفه ایران
- تحفه المتکلمین فی الرد علی الفلاسفه، محمودبن محمد ملاحمی خوارزمی، حسن انصاری (مقدمه)، ویلفرد مادلونگ (مقدمه)، سیدمحمود یوسف ثانی (زیرنظر)، زابینه اشمیتکه (زیرنظر)، نصرالله پورجوادی (زیرنظر)، غلامرضا اعوانی (زیرنظر)، رضا پورجوادی (زیرنظر)، شهین اعوانی (زیرنظر)، ناشر: مؤسسه پژوهشی حکمت و فلسفه ایران، مؤسسه مطالعات اسلامی دانشگاه آزاد برلین
- دو مجموعه خطی از آثار کلامی، فلسفی، فقهی ابن ابی جمهور احسائی (د: پس از ۹۰۶ ه/۱۵۰۱ م) نسخه برگردان دو دست‌نویس کتابخانه …، ویلفرد مادلونگ (زیرنظر)، سیدمحمود یوسف ثانی (زیرنظر)، زابینه اشمیتکه (زیرنظر)، نصرالله پورجوادی (زیرنظر)، غلامرضا اعوانی (زیرنظر)، رضا پورجوادی (زیرنظر)، احمدرضا رحیمی ریسه (مقدمه)، شهین اعوانی (زیرنظر)، ناشر: مؤسسه پژوهشی حکمت و فلسفه ایران، مؤسسه مطالعات اسلامی دانشگاه آزاد برلین
- الکاشف (الجدید فی الحکمه)، سعدبن منصور ابن کمونه، ویلفرد مادلونگ (زیرنظر)، سیدمحمود یوسف ثانی (زیرنظر)، حامد ناجی اصفهانی (مصحح)، زابینه اشمیتکه (زیرنظر)، نصرالله پورجوادی (زیرنظر)، غلامرضا اعوانی (زیرنظر)، رضا پورجوادی (زیرنظر)، شهین اعوانی (زیرنظر)، ناشر: مؤسسه پژوهشی حکمت و فلسفه ایران
- اعلام النبوه، احمدبن حمدان ابوحاتم رازی، غلامرضا اعوانی، صلاح الصاوی (مترجم)، ناشر: مؤسسه پژوهشی حکمت و فلسفه ایران - ۱۳۸۲
- آرامش و دوستی در ادیان ابراهیمی، عبدالرحیم گواهی، غلامرضا اعوانی، ناشر: علم
- فرهنگ فلسفی
- فروغ حکمت. بررسی انتقادی سیر تفکر غرب از نگاه حکمت اسلامی